# Cootiphora angustata
Cootiphora angustata är en tvåvingeart som beskrevs av Brown 1993. Cootiphora angustata ingår i släktet Cootiphora och familjen puckelflugor.
Artens utbredningsområde är Ecuador. Inga underarter finns listade i Catalogue of Life.